# Alga
Alga ist ein Nutzfahrzeughändler mit Sitz in Sittensen. Gehandelt wird mit Lastkraftwagen, Omnibussen, Land- und Baumaschinen sowie Ersatzteilen und Reifen. Das Gelände in Sittensen umfasst rund 400.000 Quadratmeter Fläche, darüber hinaus existieren Filialen in Chile, den USA, Polen, Russland und der Ukraine. Der Firmenname ist die Abkürzung des Firmengründers Alfred Gaßmann.
Nach der Schließung des Omnibuswerks von Magirus-Deutz in Mainz 1982 kaufte Alga verbliebene Teile und Fahrgestelle auf, die später zu fertigen Bussen zusammengebaut wurden. So entstanden etwa die letzten beiden Exemplare des Gelenkbusses 260SH170 im Jahr 1984 bei Alga.

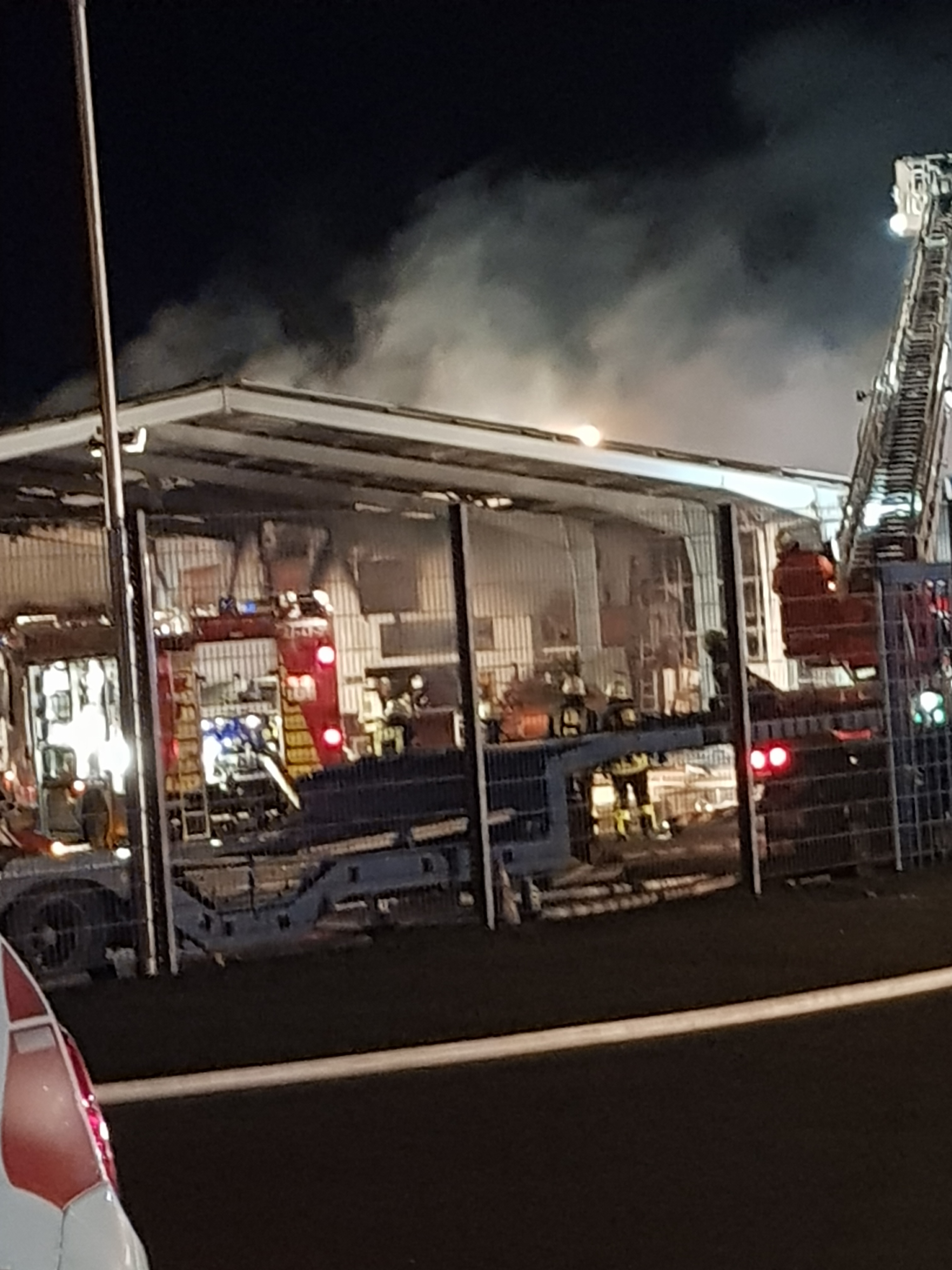
Dies ist die ehemalige Werkstatt von Alga in Sittensen

Am Abend des 10. Dezember 2018 zerstörte ein Großbrand die Bürogebäude sowie die Werkstatthallen des zu Alga gehörenden Teilbetriebes TBS Truck Bus Services vollständig. Das Unternehmen kündigte bereits am Folgetag an, den betroffenen Bereich wieder aufzubauen.

## Mobiles Nutzfahrzeugmuseum

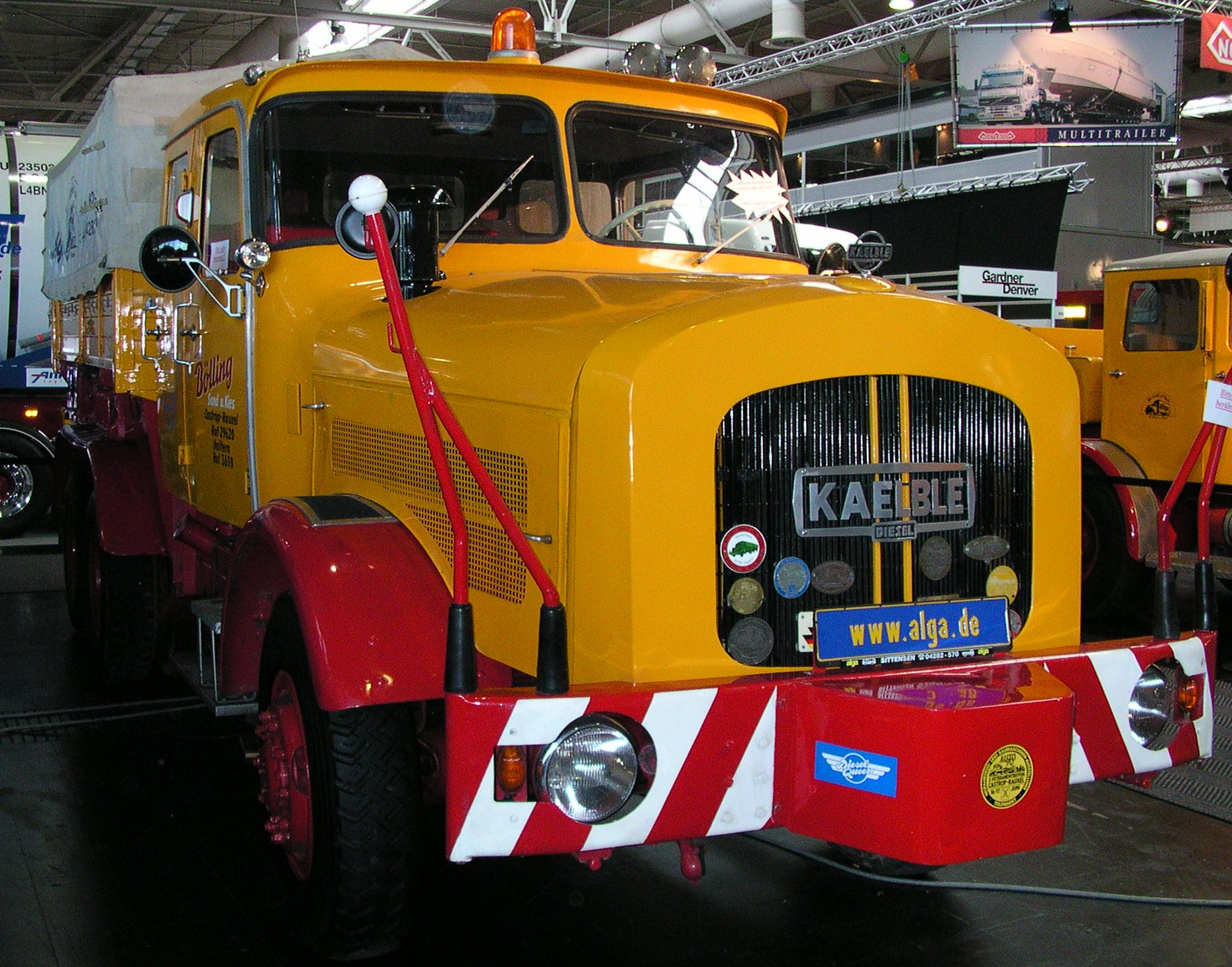
Kaelble Zugmaschine aus der Oldtimersammlung
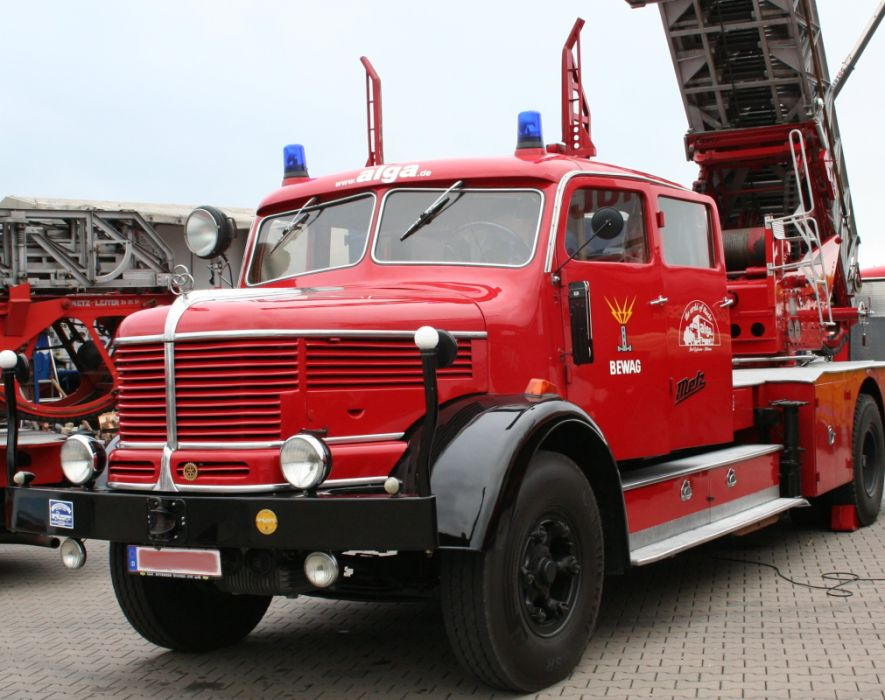
Krupp Drehleiter aus der Oldtimersammlung
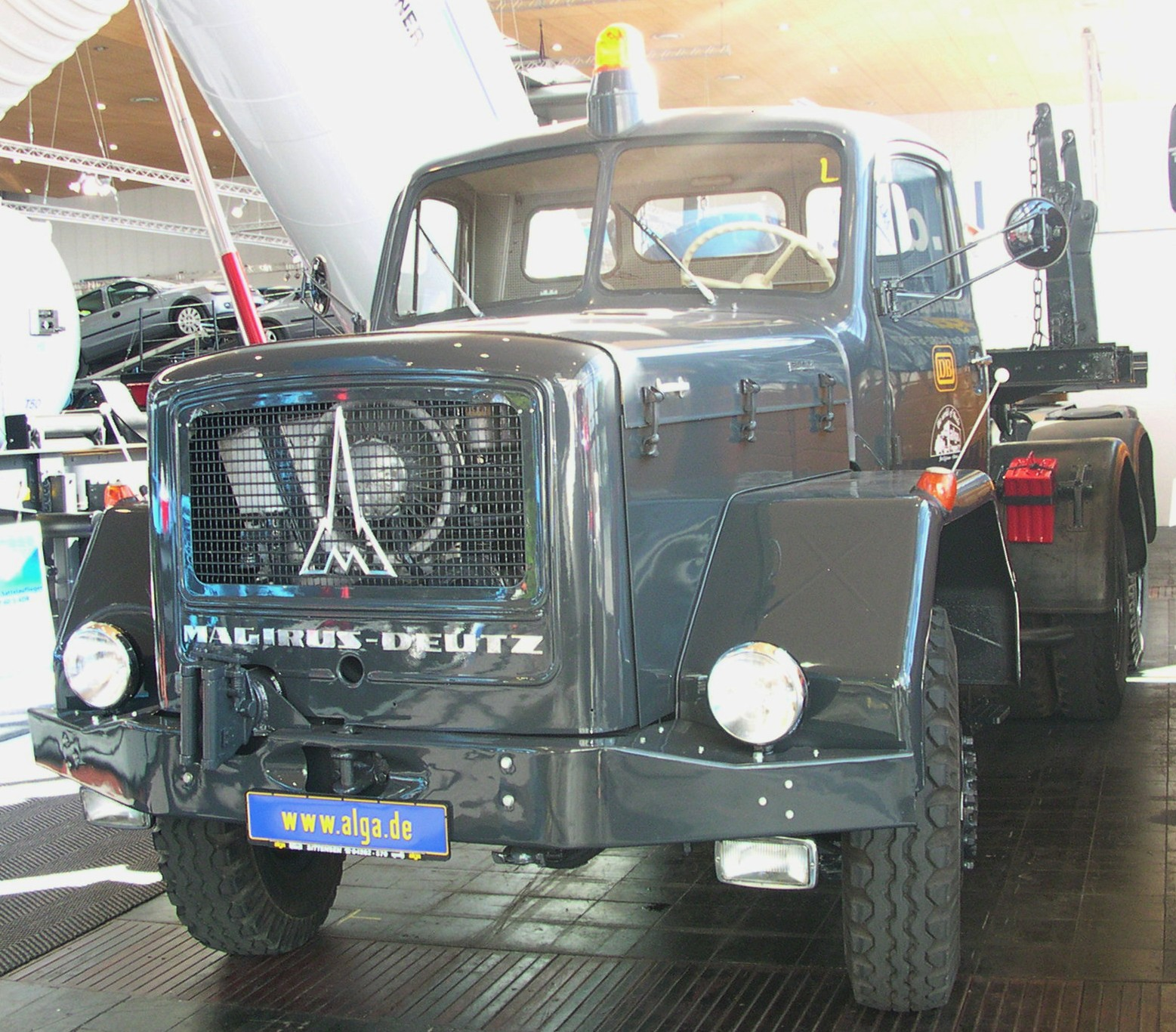
Magirus-Deutz Langmaterialtransporter aus der Oldtimersammlung
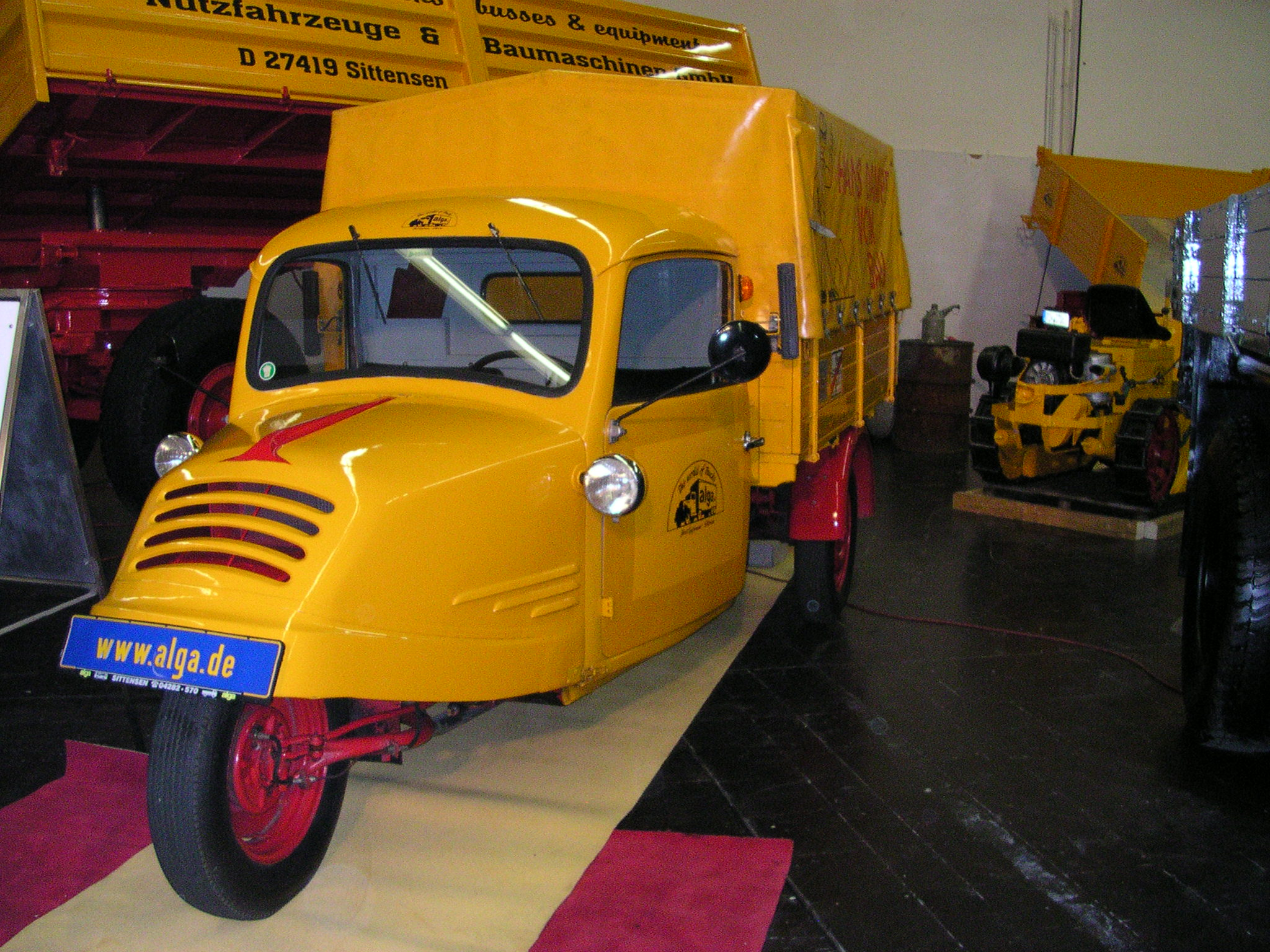
Goliath Pritschenwagen aus der Oldtimersammlung

Zu dem Unternehmen gehörte ein „mobiles Fahrzeugmuseum“ mit Exponaten von über 100 vergangenen Marken des deutschen und europäischen Nutzfahrzeugbaus aus dem Zeitraum von 1890 bis heute. Zu den Ausstellungsstücken gehörten Lastkraftwagen der ehemaligen Hersteller Büssing, Faun, Hanomag, Henschel, Kaelble, Krupp und Magirus-Deutz, so etwa ein Henschel L6J1 von 1939, ein Magirus M40 aus demselben Jahr und ein Einzelstück einer Drehleiter auf einem Krupp-Tiger-Fahrgestell. Daneben wurden Anhänger, Baumaschinen und Feuerwehrfahrzeuge präsentiert. Bedeutende Teile des Museums stammten aus der Privatsammlung von Emil Bölling aus Castrop-Rauxel, der über den Abriss einer großen Zeche in Insolvenz geriet. Horst Gassmann rettete die Sammlung und holte sie zu ALGA nach Sittensen. Emil Bölling verstarb am 16. Februar 2015 im Alter von 83 Jahren. Das Museum wurde daraufhin geschlossen. Die Ausstellung war in den Alga-Gebäuden untergebracht. Alga nahm mit fahrbereiten Exemplaren an Nutzfahrzeugtreffen teil. Sämtliche Oldtimer sind seit Juli 2015 Teil des PS-Speichers.